# Caseodus
Genre
Espèces de rang inférieur
- † Caseodus basalis Zangerl, 1981
- † Caseodus eatoni Zangerl, 1981
- † Caseodus varidentis Mutter & Neumann, 2008

Caseodus est un genre éteint de poissons cartilagineux holocéphales de l'ordre également éteint des Eugeneodontida et de la famille éteinte des Caseodontidae ayant vécu du Carbonifère supérieur (Pennsylvanien supérieur) au Trias inférieur, il y a environ entre  306,9 à 247,2 millions d'années, survivant ainsi de l'extinction Permien-Trias.
Le taxon a été décrit en 1981 par Rainer Zangerl.

## Description
Ce poisson était de taille moyenne, mesurant 1,5 mètre de longueur et vivant certainement en eaux plus ou moins profondes et aurait eu un régime alimentaire durophage.